# Christian Zacho
Peter Mørch Christian Zacho (født 31. marts 1843 på gården Pederstrup ved Grenaa, død 19. marts 1913 i Hellerup) var en dansk landskabsmaler.
Christian Zachos forældre var gårdejer Rasmus Zacho (1794-1885) og Marie født Mønsted (1801-91). 

## Uddannelse
Som dreng viste han stor lyst til at tegne, og efter sin konfirmation kom han til Aarhus, hvor han gennemgik malerlære samtidig med, at han tegnede under dyremaleren Emmerik Høegh-Guldberg, som opmuntrede ham til alvorlige studier og medgav ham en anbefaling til professor G.F. Hetsch, da han efter at være blevet svend rejste til København for at søge videre uddannelse. 
Hos Hetsch tegnede Zacho da en tid, indtil han 1862 blev elev af Kunstakademiet; samtidig med, at han gennemgik dette, malede han under Janus la Cour. Senere blev han elev af P.C. Skovgaard, i hvis hus han levede fire år og nød godt af den store mesters vejledning.
I 1865 debuterede han på Charlottenborg med En Septemberdag, hvortil studierne ligesom til de fleste andre billeder, han udførte indtil 1872, var gjort i Jylland. Senere arbejdede han med forkærlighed på Sjælland, Møen og Bornholm. Tidligt viste han, navnlig i skovpartier, betydelig evne i retning af klarhed i skildringen og herredømme over formen; han valgte sine motiver med smag og forstod som få af sine jævnaldrende at begrænse og afrunde dem således, at det væsentlige tilstrækkelig fremhævedes, medens enkelthederne dog fuldt ud kom til deres ret. 
Hans tegning af terrænets linjer og af træformerne var sikker og elegant, farven klar og harmonisk og foredraget, om end undertiden noget spidst, dog i reglen livligt og følelsesfuldt. Højest vurderedes de billeder, hvori han skildrede den glade løvspringstid i skoven, hvor bækken skyder sig frem under de solbeskinnede trækroner.

## Rejser
I 1871 fik Zacho Den Sødringske Opmuntringspræmie, 1872 var han i Italien og i de følgende år flere gange i Frankrig. Somrene tilbragte han med studierejser, der strakte sig helt ned til Pyrenæerne; om vinteren malede han under Léon Bonnat. her og under samlivet med andre betydelige kunstnere kom han under stærk indflydelse af den moderne franske naturbetragtning og udtryksmåde og udviklede sig betydelig som tekniker, fik større kraft og glans i farven, mere bredde i foredraget. Efter hjemkommen til Danmark tilsluttede han sig kredsen af nytænkende litterater og billedkunstnere, der mødtes i foreningen Bogstaveligheden. 
I 1881 købtes til Statens Samling hans pragtfulde Den første Sne, i 1884 fik han udstillingsmedaljen for Et stille Vand i Dyrehaven; flere gange opnåede han rejsestipendium fra Akademiet og udfoldede stadig en rig og meget påskønnet produktion; 1891 rejste han atter i Frankrig med Det anckerske Legat; samme år fik han hædrende omtale ved jubilæumsudstillingen i Wien. Titel af professor fik han 1897.
15. maj 1884 havde han ægtet Cathrine Mathilde Marstrand (født 1858), datter af dampmøller Troels Marstrand og dennes 1. hustru Caroline født Carlsen.

## Billeder
| - Værker af Christian Zacho - En sommerdag på landet ved en nordjysk bindingsværksgård, 1864 - Hedemose ved Grenå, 1866 - Åløb i en bøgeskov, sommer, 1868 - Motiv fra Hammersøen på Bornholm, 1870 - Bornholmsk klippekyst ved Rø, 1871 - Sommerlandskab med lyngklædte bakker og drivende skyer, 1872 - Landskab ved Non Mølle ved Hald Sø, 1873 - Parti fra Møns Klint med Sommerspiret, 1874 - Skovparti med et åløb, 1886 - Mandeltårnet på Hammershus, 1890 - Dreng i matrostøj, 1897. - Frederiksborg Slot, 1898 - Herregården Lungholm på Lolland, 1901 - Gård med blomstrende æbletræer i haven, 1904 - Bernstorffsvejen ved Rygaard en rimfuld vintermorgen, 1905 - Parti fra Lellinge Å, 1905 - Køerne vandes. Fra Ludvigslyst ved Julsø, 1909. - Sydlandsk byparti, 1909 - Palmepromenade i Monte-Carlo, 1909 - Aften ved Bramsnæs Vig i Isefjorden, 1910. - Brede Værk fra syd. Ukendt dato |